# Пиртозеро (озеро, Лоухский район, восточное)
Пиртозеро — пресноводное озеро на территории Амбарнского сельского поселения Лоухского района Республики Карелии.

## Общие сведения
Площадь озера — 1,1 км². Располагается на высоте 51,8 метров над уровнем моря.
Форма озера лопастная, продолговатая: оно почти на два километра вытянуто с юго-запада на северо-восток. Берега изрезанные, каменисто-песчаные, местами заболоченные.
Через водоём протекает река Калга, впадающая в Белое море.
В озере расположено не менее трёх безымянных островов различной площади.
К северо-востоку от озера проходит автодорога местного значения 86К-5 («Р-21 „Кола“ — Энгозеро — Гридино»).
Населённые пункты вблизи водоёма отсутствуют.
Код объекта в государственном водном реестре — 02020000711102000003245.